# جوناثان كوارتي
جوناثان كوارتي (بالإنجليزية: Jonathan Quartey)‏ (مواليد 2 يونيو 1988 في أكرا - غانا) لاعب كرة قدم غاني يلعب حاليا لصالح نادي الدرجة الأولى نيس الفرنسي منذ 2009 في مركز قلب الدفاع.

## روابط خارجية
- جوناثان كوارتي على موقع الاتحاد الدولي (مؤرشف)  (الإنجليزية)
- جوناثان كوارتي على موقع اتحاد تركيا (لاعب) (الإنجليزية)
- جوناثان كوارتي على موقع قاعدة بيانات كرة القدم.إي يو (الإنجليزية)
- جوناثان كوارتي على موقع ناشيونال فوتبول تيمز (الإنجليزية)
- جوناثان كوارتي على موقع كووورة